# Вешова
Вешова (пол. Wieszowa, нім. Wieschowa, 1935-45 Randsdorf) — село в Польщі, у гміні Зброславиці Тарноґурського повіту Сілезького воєводства.
Населення — 2538 осіб (2011).
У 1975-1998 роках село належало до Катовицького воєводства.

## Демографія
Демографічна структура станом на 31 березня 2011 року:
|          | Загалом | Допрацездатний вік | Працездатний вік | Постпрацездатний вік |
| -------- | ------- | ------------------ | ---------------- | -------------------- |
| Чоловіки | 1265    | 204                | 884              | 177                  |
| Жінки    | 1273    | 190                | 784              | 299                  |
| Разом    | 2538    | 394                | 1668             | 476                  |